# عبد العزيز الواصل
عبد العزيز بن محمد الواصل هو دبلوماسيٌّ سعوديٌّ يشغل منصب مندوب المملكة العربية السعودية الدائم لدى الأمم المتحدة في نيويورك منذ  أغسطس 2022، كما كان مندوب السعودية الدائم لدى الأمم المتحدة في جنيف منذ 2016 حتى  أغسطس 2022.

## التعليم
حصل الدكتور الواصل على درجة الدكتوراه في العلاقات الدولية، ودرجة الماجستير في العلوم السياسية، ودرجة البكالوريوس في اللغة العربية وآدابها.

## مسيرته المهنية
انضم السفير الدكتور عبد العزيز الواصل إلى السلك الدبلوماسي في عام 1999، حيث عمل في إدارة المنظمات الدولية بوزارة الخارجية في الرياض. وبعد ذلك بعامين، إنتقل إلى سفارة المملكة العربية السعودية في كانبرا، أستراليا، واكتسب خبرة في مجالات العمل بالسفارة، من بينها تولي مهام القائم بالأعمال.
في 2007، عاد الواصل لديوان الوزارة من أستراليا، وذلك للعمل في الإطار مُتعدد الأطراف، وتحديداً في مجال حقوق الإنسان بوكالة الوزارة للعلاقات مُتعددة الأطراف، ثم انتقل إلى البعثة الدائمة للمملكة العربية السعودية لدى الأمم المتحدة بجنيف، حيث تولى ملف حقوق الإنسان لمدة تزيد عن أربع سنوات ونصف. من جنيف انتقل إلى السفارة في لندن عام 2013، وتم تكليفه بالعمل نائباً لرئيس البعثة، ومكث هُناك حتى صدر قرار تعيينه سفيراً ومندوباً دائماً للمملكة العربية السعودية لدى الامم المتحدة بجنيف في عام 2016.
قبل انضمامه إلى السلك الدبلوماسي، عمل في وظائف مُختلفة في القطاعين العام والخاص، بما في ذلك مُحاضر في كلية الملك عبد العزيز الحربية بالرياض، ومُساعد مُحاضر في قسم العلوم السياسية بجامعة مارشال في الولايات المتحدة الأمريكية.
وقد نُشِرَ له بعض المقالات باللغتين العربية والإنجليزية تتعلق بقضايا اجتماعية وسياسية، بما في ذلك حقوق الإنسان.